# Rendzina

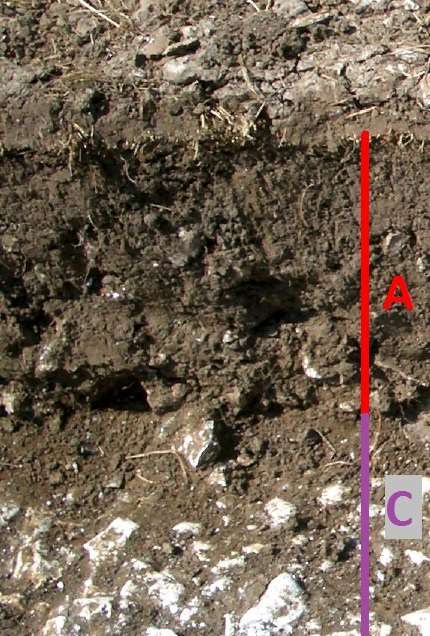
Rendzina auf Kreide

Als Rendzina oder Rendsina wird in der Bodenkunde und Geologie ein flachgründiger Boden bezeichnet, der sich auf karbonat- oder gipsreichen Gesteinen bildet. Der Bodentyp weist zwei Horizonte auf und wird in die Klasse R (Ah/C-Böden) eingeteilt. Seine Abkürzung lautet RR. Rendzina-Böden sind für Karst und viele Gebirge typisch, können sich aber bei günstigen Bedingungen zur Schwarz-, Braunerde oder Terra fusca entwickeln. 
In Deutschland wurde am 5. Dezember 2024, dem Weltbodentag, die Rendzina vom Kuratorium Boden des Jahres als Boden des Jahres 2025 ausgezeichnet.

## Namensherkunft
Der Name leitet sich von alt-polnisch rzędzić (= schwätzen, schimpfen) ab und bezieht sich auf die Geräusche, die durch die vielen Steine am Streichblech des Pfluges hervorgerufen werden.

## Entstehung und Verbreitung

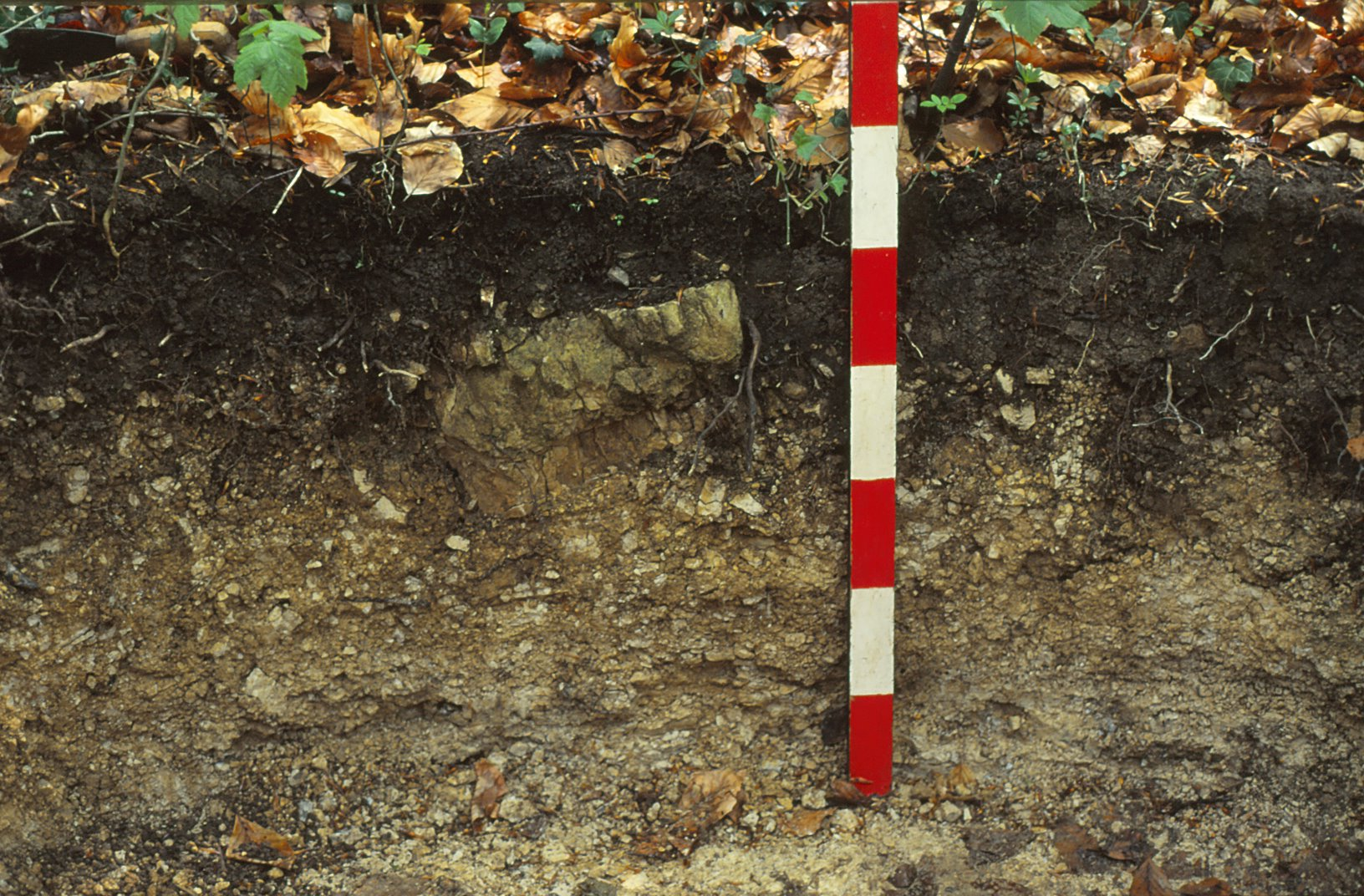
Dolomitrendzina am Dinkelberg westlich von Dossenbach (Südschwarzwald).

Rendzinen können sich auf carbonat- oder gipsreichem Festgestein oder Lockermaterial (≥ 75 Masse-% Carbonat oder Gips) bilden. Sie sind damit eine Weiterentwicklung der Intitialböden Syrosem oder Lockersyrosem. Das mit Abstand häufigste Ausgangsmaterial mit dieser Eigenschaft ist der Kalkstein. Weitere feste Ausgangsgesteine sind Marmor, der magnesiumhaltige Dolomit und Gips (Calciumsulfat). Als carbonatreiche Lockergesteine kommen Kreide (z. B. auf Rügen) oder geologisch sehr junge Seekreiden (z. B. im Bodenseeraum) vor. Daneben können heutzutage auch kalkreiche technogene Materialien wie Beton oder Ziegel in Frage kommen.
Neben der physikalischen Verwitterung, die die Struktur des Festgesteins lockert, wirkt bei der Entstehung von Rendzinen auch die Lösungsverwitterung. Carbonate werden durch kohlenstoffdioxidhaltiges Wasser gelöst und mit dem Sickerwasser als Hydrogencarbonat abtransportiert. Die Formel lautet grob betrachtet:
CaCO3 + H2O + CO2 → 2 HCO3− + Ca2+
Bei Sulfaten läuft eine einfache Lösung ab, die das Sulfat ebenfalls mit dem Sickerwasser abführt.
Je reiner bzw. klüftiger das Material ist, desto schneller läuft die Lösungsverwitterung ab. Im Oberboden reichern sich die unlöslichen Bestandteile, vor allem Tonminerale an. Diese Form der Bodenbildung läuft im Vergleich zur Verwitterung eines carbonat- bzw. gipsfreien Bodens relativ schnell ab. Zusätzlich kommt es aufgrund der biologischen Aktivität im Oberboden zur Akkumulation von Humus. Der Ah-Horizont einer Rendzina ist damit deutlich humos, aber nach wie vor carbonat- bzw. gipshaltig, auch wenn die Gehalte deutlich niedriger sind als im Ausgangsgestein.
Die Rendzina geht mit fortschreitender Carbonat- bzw. Gipsverarmung in stärker differenzierte Böden über. Wird der A-Horizont über 40 cm mächtig, wird die Klasse der Schwarzerden erreicht. Kommt es im Untergrund zur Ausbildung eines verbraunten Horizonts, entwickelt sich eine Braunerde (B-Horizont im Unterboden) oder Terra fusca (T-Horizont im Unterboden). Die Rendzina ist daher meist ein Entwicklungsstadium eines Standorts, das relativ schnell überschritten wird. Die Erosion kann allerdings den Bodentyp der Rendzina dauerhaft erhalten, da der kontinuierliche Bodenabtrag die Bodenentwicklung beständig zurückwirft.
Das klassische Verbreitungsgebiet der Rendzinen liegt in Karstgebieten und Gebirgen, in denen kalkreiches Material und Hangneigung zusammentreffen. In den Schichtstufenlandschaften der Mittelgebirge treten sie überall dort auf, wo Kalksteinschichten freiliegen.

## Horizontierung

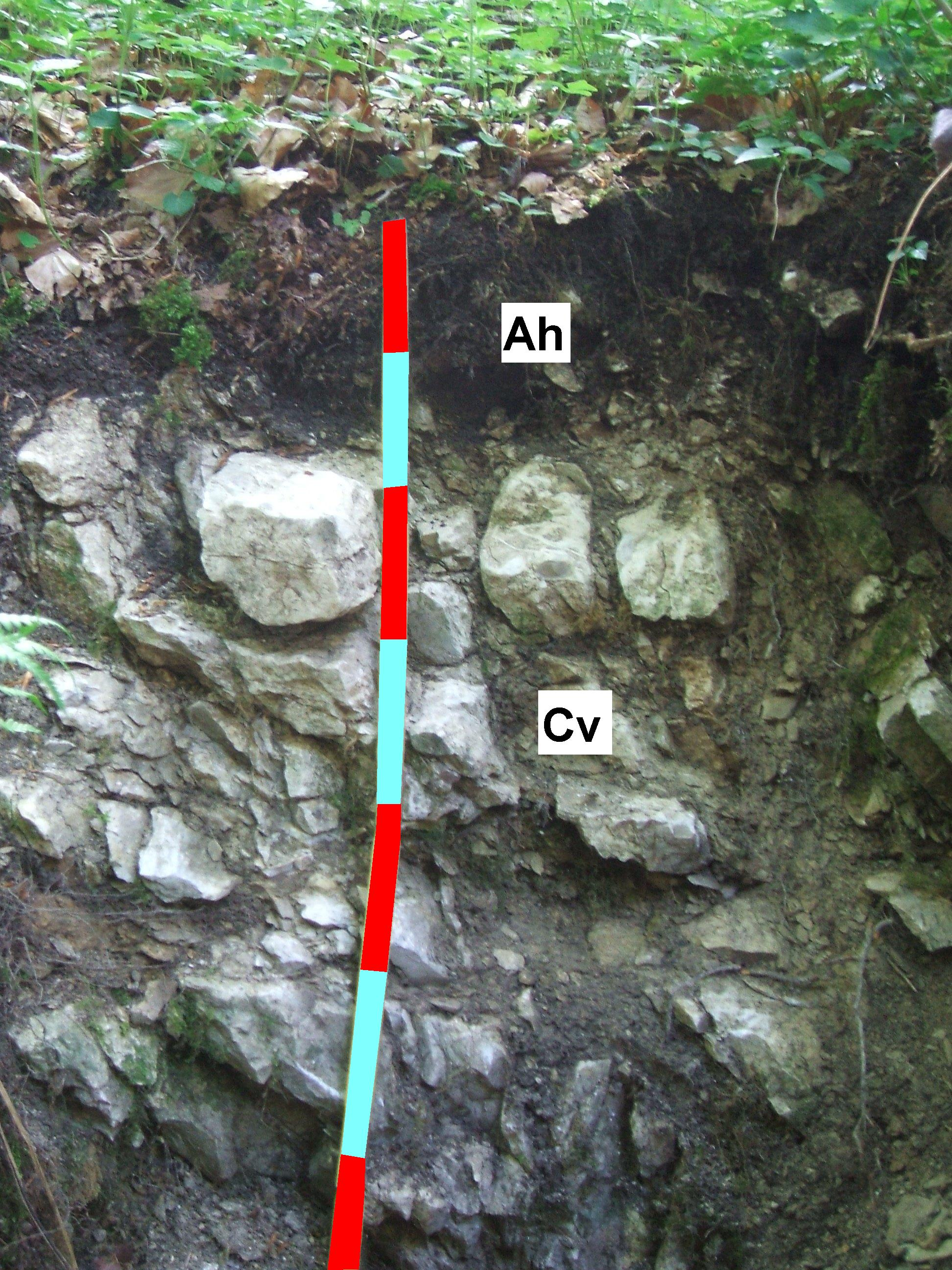
Rendzina auf Kalkstein

Die Rendzina besitzt als ein nicht tiefgründiger Boden zwei Horizonte: Ah/cC.
- Ah – Über dem Ausgangsmaterial liegt ein humoser (h) Oberbodenhorizont (A). Seine Mächtigkeit muss > 2 cm und ≤ 40 cm betragen. Die Färbung ist wegen des organischen Materials meist dunkelgrau bis schwärzlich. Bei Ackernutzung trägt dieser Horizont die Bezeichnung Ap (p für Pflughorizont).
- cC – Unter dem Ah-Horizont steht direkt das Ausgangsmaterial (C) an. Dieses muss carbonatisch oder gipshaltig (c) sein, also einen Kalk- bzw. Gipsgehalt von ≥ 75 Masse-% haben. Oft wird das vorangestellte c weggelassen, da es für die Ansprache als Rendzina obligatorisch ist. Zum Teil ist der C-Horizont angewittert und wird als Cv bezeichnet (v für verwittert).

In der internationalen Bodenklassifikation World Reference Base for Soil Resources (WRB) gehören Rendzinen überwiegend zu den Leptosolen und Phaeozemen.

## Subtypen

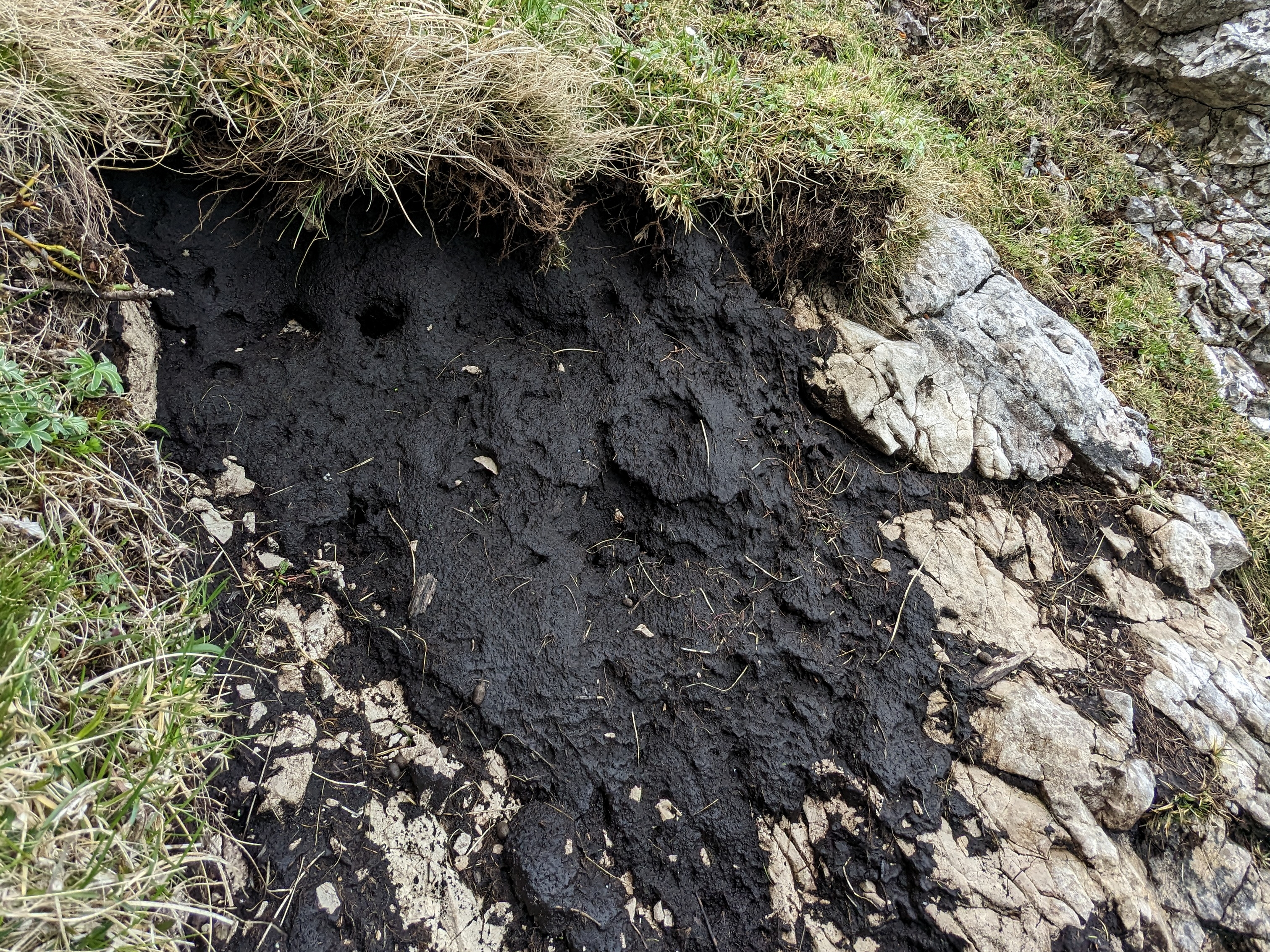
Pechrendzina, Höllengebirge, Österreich

Basierend auf dem maßgeblichen unterlagerndem Material ist der Boden von der organischen Substanz geprägt. Diese ist auch für die Untergliederung der Rendzinen in Subtypen – vor allem nach der Humusform – entscheidend.
In niederschlagsreichen, schattseitigen Hochlagen kann sich eine alpine Pech-Rendzina bilden. Diese besteht fast ausschließlich aus einem H-Horizont auf Fels oder in Hohlräumen zwischen Blockschutt, ist sehr mineralarm und völlig humifiziert (feinstkörnige koprogene Aggregate). Im erdfrischen Zustand ist die Pech-Renzina tief schwarz und schmierig (pechähnlich). Im trockenen Zustand ist der Boden vor allem bei dichten Wurzelfilz rötlich-braunschwarz und hart.

## Eigenschaften
Der Ah-Horizont ist in der Regel noch carbonat- oder gipshaltig. Dadurch liegt der pH-Wert meist im basischen Bereich zwischen 7 und 8. Da der Rückstand der Lösungsverwitterung vor allem aus Ton besteht, ist die Bodenart der Rendzinen fein mit bis zu 60 Masse-% Ton. In dem Ton sind prinzipiell auch sehr viele Nährstoffe enthalten, so dass die Kationenaustauschkapazität hohe Werte von bis zu 40 cmol+ erreicht. Als weitere Besonderheit kann das sehr hohe Porenvolumen betrachtet werden. Während es in durchschnittlichen Böden bei 45 Vol-% liegt, sind in Rendzinen bis zu 70 Vol-% möglich. Dies sorgt für eine hervorragende Belüftung, Bearbeitbarkeit und Entwässerung der Standorte.
Durch den hohen pH-Wert, die Nährstoffe und die Poren bieten die Böden ideale Bedingungen für Bodenlebewesen. Eingetragenes organisches Material wird sehr schnell abgebaut und vollständig in den Boden eingearbeitet. Der Humus liegt in der Form Mull vor und hat damit die höchste mögliche Qualität. Der gesamte A-Horizont ist sehr humusreich (oft 10–20 Masse-%) und weist eine hervorragende, lockere Krümelstruktur auf.

## Nutzung
Trotz der oben genannten guten Grundbedingungen sind Rendzinen aufgrund ihrer Flachgründigkeit für die landwirtschaftliche Nutzung nur bedingt geeignet. Einerseits wird die mechanische Bodenbearbeitung behindert. Andererseits fehlt ein ausreichendes Bodenvolumen für die Wasserspeicherung oder Nährstoffversorgung, so dass die Standorte eher karg sind. Durch die lockere Lagerung mit hohem Porenvolumen neigen die Böden prinzipiell zur schnellen Austrocknung. Insbesondere an Südhängen und in niederschlagsarmen Wintern sind sie sehr dürregefährdet. Für die Pflanzen gibt der geringmächtige Ah-Horizont kaum Wurzelraum. Nicht zuletzt liegen Rendzinen meist an Hängen mit mehr oder weniger starker Neigung. Bei einer Flächennutzung tritt daher oft Bodenerosion auf.
Zu Zeiten der Pferdepflüge lag die Pflugtiefe bei etwa 15–20 cm. Diese Tiefe erlaubte häufig die landwirtschaftliche Nutzung von Rendzinen, ohne den steinigen Untergrund zu berühren. Der regelmäßige Kontakt von Pflug und Kalksteinen sorgte für schnarrende Geräusche, was zur Namensgebung des Bodentyps führte. Durch die Einführung großer Landmaschinen wurde die Pflugtiefe auf etwa 30 cm gesenkt, so dass die Flachgründigkeit häufig zu Problemen führte. Solange die Erosion und die Wasserversorgung im Griff sind, können auf Rendzinen hohe Erträge erwirtschaftet werden. Wegen der zahlreichen Probleme werden Rendzinen heute aber nur noch selten als Acker genutzt.
Teilweise, vor allem in den Karstgebieten, sind Weiden zu finden, auf denen bei extensiver Nutzung ein aus Naturschutzsicht wertvoller Kalkmagerrasen vorkommt. Mähweiden sind seltener, da hervorstehende Steine den Mähbalken gefährden können.
Eine in Mitteleuropa typische Nutzung ist die forstwirtschaftliche. Rendzinen sind klassische Standorte für Buchenwälder.

## Andere Ah/C-Böden
Neben der Rendzina gehören noch drei weitere Bodentypen in die Klasse der Ah/C-Böden, die sich diagnostisch im Kalkgehalt des Ausgangsmaterials unterscheiden:
- Die Pararendzina entsteht auf mergeligem Material (Carbonatgehalt > 2 Masse-% und < 75 Masse-%). Meist handelt es sich um Lockergesteine.
- Der Ranker bildet sich auf kalkarmem oder -freiem Festgestein (Carbonatgehalt ≤ 2 Masse-%).
- Der Regosol liegt auf kalkarmem Lockermaterial (Carbonatgehalt ≤ 2 Masse-%).